# Лукинская (Ленский район)
Лукинская — деревня в Ленском районе Архангельской области. Входит в состав Козьминского сельского поселения.

## География
Находится в юго-восточной части Архангельской области на расстоянии приблизительно 5 км на юг-юго-восток по прямой от села Лена в пойме Вычегды.

## История
В 1859 году здесь (деревня Яренского уезда Вологодской губернии) было учтено 10 дворов.

## Население
Численность населения: 64 человека (1859 год), 5(русские 100 %) в 2002 году, 2 в 2010.